# Parasetodes respersellus
Parasetodes respersellus là một loài Trichoptera trong họ Leptoceridae. Loài này được phát hiện ở miền Ấn Độ - Mã Lai và miền Cổ bắc.